# Oksana Chvostenko
Oksana Joerijivna Chvostenko (Oekraïens: Оксана Юріївна Хвостенко) (Tsjernihiv, 27 november 1977) is een voormalige Oekraïense biatlete. Ze vertegenwoordigde haar vaderland op de Olympische Winterspelen 2002 in Salt Lake City, op de Olympische Winterspelen 2006 in Turijn en op de Olympische Winterspelen 2010 in Vancouver.

## Carrière
Chvostenko maakte haar wereldbekerdebuut in december 1996 in Östersund, vier jaar later scoorde ze in Hochfilzen haar eerste wereldbekerpunten. Haar eerste toptienklassering behaalde de Oekraïense in december 2006 in Hochfilzen, een maand later boekte Chvostenko in Pokljuka haar enige wereldbekerzege. In het seizoen 2006/2007 behaalde de Oekraïense met een negende plaats haar beste eindklassering in het algemeen klassement.
Chvostenko nam achtmaal deel aan de wereldkampioenschappen biatlon. Op de wereldkampioenschappen biatlon 2008 in Östersund veroverde ze de bronzen medaille op zowel de 15 kilometer individueel als de 7,5 kilometer sprint. In 2003, 2008 en 2011 sleepte de Oekraïense, in eerste instantie, met haar landgenotes de zilveren medaille in de wacht op de 4x6 kilometer estafette. Na afloop werd bekend dat Chvostenko betrapt was op het gebruik van efedrine, haar team werd gediskwalificeerd en ze werd voor één jaar geschorst.
Chvostenko nam in haar carrière driemaal deel aan de Olympische Winterspelen. Haar beste resultaten behaalde ze tijdens de Olympische Winterspelen van 2010 in Vancouver. Op dit toernooi eindigde ze als achtste op de 15 kilometer individueel, op de 4x6 kilometer eindigde ze samen met Olena Pidhroesjna, Valj en Vita Semerenko op de zesde plaats.
Na afloop van de wereldkampioenschappen biatlon 2011 in Chanty-Mansiejsk beëindigde Chvostenko haar carrière.

## Resultaten

### Olympische Spelen
| Jaar | Plaats         | Resultaten                                                                                                |
| ---- | -------------- | --- |
| 2002 | Salt Lake City | 29e 15 km individueel                                                                                     |
| 2006 | Turijn         | 20e 15 km individueel 49e 7,5 km sprint DNF 10 km achtervolging 11e 4x6 km estafette                      |
| 2010 | Vancouver      | 8e 15 km individueel 11e 7,5 km sprint 22e 10 km achtervolging 29e 12,5 km massastart 6e 4x6 km estafette |

### Wereldkampioenschappen
| Jaar | Plaats           | Resultaten |
| ---- | ---------------- | --- |
| 1999 | Oslo             | 39e 15 km individueel                                                                                           |
| 2003 | Chanty-Mansiejsk | 43e 15 km individueel · 20e 7,5 km sprint · 10e 10 km achtervolging · 27e 12,5 km massastart · 4x6 km estafette |
| 2005 | Hochfilzen       | 9e 15 km individueel 8e 7,5 km sprint 15e 10 km achtervolging 8e 12,5 km massastart 7e 4x6 km estafette         |
| 2005 | Chanty-Mansiejsk | 7e Gemengde estafette                                                                                           |
| 2007 | Antholz          | 10e 15 km individueel 16e 7,5 km sprint 13e 10 km achtervolging 12e 12,5 km massastart 9e 4x6 km estafette      |
| 2008 | Östersund        | 15 km individueel · 7,5 km sprint · 10e 10 km achtervolging · 21e 12,5 km massastart · 4x6 km estafette         |
| 2009 | Pyeongchang      | 21e 15 km individueel 34e 7,5 km sprint 22e 10 km achtervolging 21e 12,5 km massastart DNFe 4x6 km estafette    |
| 2010 | Chanty-Mansiejsk | 6e Gemengde estafette                                                                                           |
| 2011 | Chanty-Mansiejsk | DSQ 4x6 km estafette 8e Gemengde estafette                                                                      |

### Wereldbeker
Eindklasseringen
| Seizoen   | Algemeen | Individueel | Sprint | Achtervolging | Massastart |
| --------- | -------- | ----------- | ------ | ------------- | ---------- |
| 2000/2001 | 62e      |             |        |               |            |
| 2001/2002 | 38e      |             |        |               |            |
| 2002/2003 | 41e      |             |        |               |            |
| 2004/2005 | 33e      |             |        |               |            |
| 2005/2006 | 41e      |             |        |               |            |
| 2006/2007 | 9e       |             |        |               |            |
| 2007/2008 | 16e      |             |        |               |            |
| 2008/2009 | 22e      |             |        |               |            |
| 2009/2010 | 26e      |             |        |               |            |
| 2010/2011 | 42e      |             |        |               |            |

Wereldbekerzeges
| Nr. | Datum           | Plaats   | Discipline         |
| --- | --------------- | -------- | ------------------ |
| 1.  | 21 januari 2007 | Pokljuka | 12,5 km massastart |